# Alfred Hernando Hueso
Alfred Hernando Hueso (València, 20 d'abril de 1957), Fredi, és un pilotari valencià retirat i actualment és empresari. Va ser membre de la Selecció Valenciana de Pilota.
Nascut a la vora del Trinquet de Pelayo, Fredi va destacar en la pràctica de l'atletisme durant la seua joventut, debutant com a professional de la Pilota als setze anys. Tot i tenir una carrera reeixida en els trinquets valencians com a escalater d'Escala i corda, va tenir la sort (esportiva) o la desgràcia (competitiva) de coincidir amb una figura mítica, Paco Cabanes, el Genovés I. És a partir de 1980 quan Fredi comença a ser reconegut com una de les primeres figures i assoleix la maduresa esportiva, sent premiat aquell mateix any amb el guardó a millor esportista valencià. El 1981 juga el Trofeu Nadal contra Paco Cabanes. Serien Genovés i Sarasol els rivals amb qui es batria més vegades.
Guanyà l'Individual en 1987, contra Oltra. Va ser Campió del Món amb la Selecció Valenciana en 1996 i 1998.
Posseïdor de força i tècnica a la seua capacitat de jugador va afegir una gran preparació física, destacant com a jugador d'estil elegant i pel seu rebot i joc al dau.
Quan es retirà com a jugador va decidir revitalitzar el món de la pilota amb la creació d'una competició d'Escala i corda per a professionals, així va nàixer el Circuit Bancaixa, de la mà de la caixa d'estalvis Bancaixa i de l'empresa pròpia Frediesport.
L'any 2005, amb el també ex-pilotari Daniel Ribera, Ribera II, i el trinqueter del Zurdo de Gandia, Emili Peris, va donar una altra passa avant amb la creació de l'empresa ValNet, que contracta tots els pilotaris professionals valencians.
Actualment és copropietari de Frediesport, empresa promotora de la pilota valenciana, de la qual és soci amb el polític valencianista Enric Morera.

## Palmarés
- Campió del Campionat Nacional d'Escala i Corda: 1980, 1986, 1988 i 1991
- Subcampió del Campionat Nacional d'Escala i Corda: 1982, 1983, 1984 i 1987
- Campió del Trofeu Individual Bancaixa: 1987
- Subcampió del Trofeu Individual Bancaixa: 1988

Campionats Internacionals de Pilota
- Campió del Món de Llargues a Maubeuge (França): 1998.